# Gemišt
Gemišt (germanizam od riječi  gemischt = miješano) naziv je koji se u kontinentalnoj Hrvatskoj rabi za alkoholno piće koje se priprema od suhog bijelog vina i gazirane mineralne vode u različitim omjerima.

## Drugi nazivi
- Njemačka, Austrija i Švicarska: Schorle, Gespritzer ili Spritzer (ovo je vjerojatno i podrijetlo srpskog špricera) i rabi se od vina i soda vode.
- Mađarska: piće miješog vina i gazirane vode u zove se fröccs.
- U Rumunjskoj se zove motka de Vara.
- U sjeverno-istočnim dijelovima Italije, posebno u okolici Venecije popularan je spritz, mješavina pjenušavog bijelog vina i vode